# 磁化帆
磁化帆（Magnetic sail）是利用太阳辐射出的带电粒子在固定磁场中偏转而将部分动量传递给航天器以获得加速度的一种推进方法。磁化帆也可以利用行星或太阳的磁场的斥力而获得推动。